# Tlahab (Gemuh)
Tlahab is een bestuurslaag in het regentschap Kendal van de provincie Midden-Java, Indonesië. Tlahab telt 2234 inwoners (volkstelling 2010).